# Global Distribution Systems
 (décembre 2015).
Pour les articles homonymes, voir GDS.

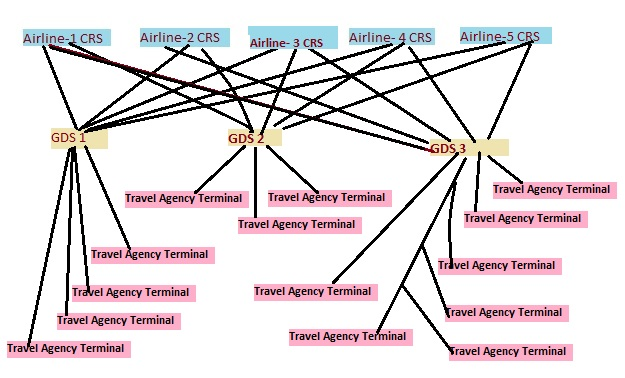
Réseau de réservation.

Global Distribution Systems (GDS) est un logiciel de gestion des réservations de prestation de voyage (hôtel, camping, avion) dans le monde pour les voyagistes.
Les principaux acteurs sont Amadeus, Sabre (après le rachat d'Abacus) et Galileo.
Le GDS permet à ces voyagistes de connaître en temps réel les prestations, les disponibilités et leur prix.